# Mitrofan Bojarincew
Mitrofan Iwanowicz Bojarincew, ros. Митрофан Иванович Бояринцев (ur. 17 listopada?/29 listopada 1894 w guberni kurskiej, zm. 17 września 1971 w Chelles) – rosyjski wojskowy (pułkownik), emigracyjny działacz wojskowy i kombatancki, publicysta, członek Komitetu do Spraw Organizacji Przedstawicielstwa Rosyjskiej Emigracji Narodowej podczas II wojny światowej.
Ukończył gimnazjum męskie gimnazjum w Rylsku, a następnie szkołę wojskową w Kijowie. Od 1915 r. brał udział w I wojnie światowej jako młodszy oficer 5 Kałużskiego Pułku Piechoty. Na pocz. 1918 r. wstąpił do nowo formowanych wojsk Białych na południu Rosji. Służył w Korniłowskim Pułku Uderzeniowym. Kilkakrotnie był ranny. Doszedł do stopnia pułkownika. W poł. listopada 1920 r. wraz z wojskami Białych został ewakuowany zе zdobytego przez Armię Czerwoną Krymu do Gallipoli. Na emigracji zamieszkał we Francji. Był członkiem różnych emigracyjnych organizacji rosyjskich, w tym Rosyjskiego Związku Ogólnowojskowego (ROWS). Po zajęciu Francji przez wojska niemieckie latem 1940 r., wszedł w skład nowo utworzonego Komitetu do Spraw Organizacji Przedstawicielstwa Rosyjskiej Emigracji Narodowej. Odszedł z niego w 1941 r. Po zakończeniu wojny był członkiem początkowo tymczasowego, zaś od 1952 r. stałego komitetu Rosyjskiego Związku Narodowego z siedzibą w Paryżu. Pełnił funkcję przewodniczącego Zjednoczenia Pułku Korniłowskiego. Pisał artykuły do pisma „Wojennaja byl”. Był autorem wspomnień dotyczących  I wojny światowej.